# Tůň u Neratova
Tůň u Neratova je malá vodní plocha nalézající se na západním okraji obce Neratov u Opatovického kanálu u komunikace vedoucí z Neratova do osady Dědek u Živanic. Tůň byla obnovena v letech 2009–2011 z iniciativy majitele pozemku v rámci revitalizací financovaných z Operačního programu Životní prostředí celkovým nákladem 520 000 Kč.

## Galerie

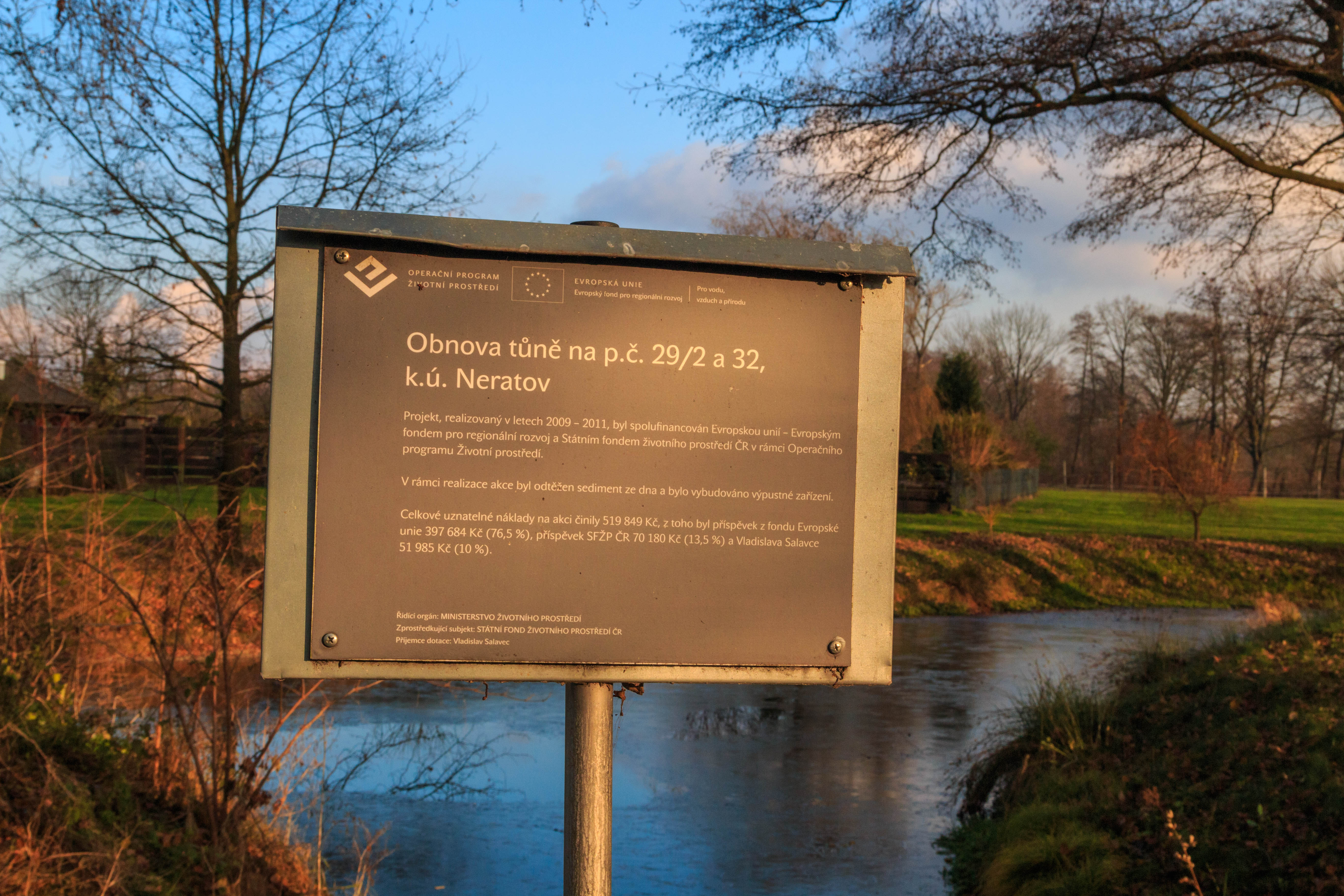
Tůň u Neratova
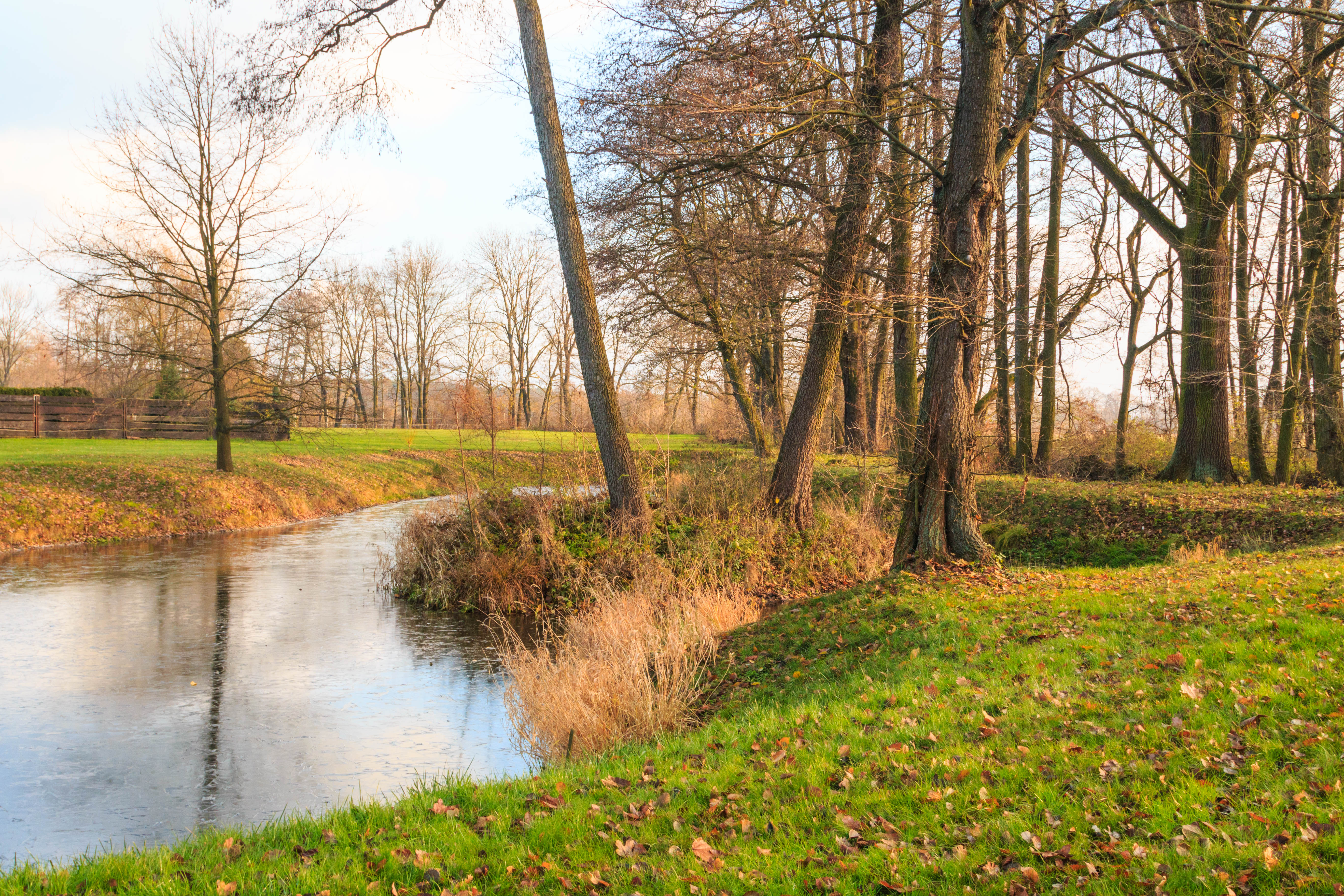
Tůň u Neratova
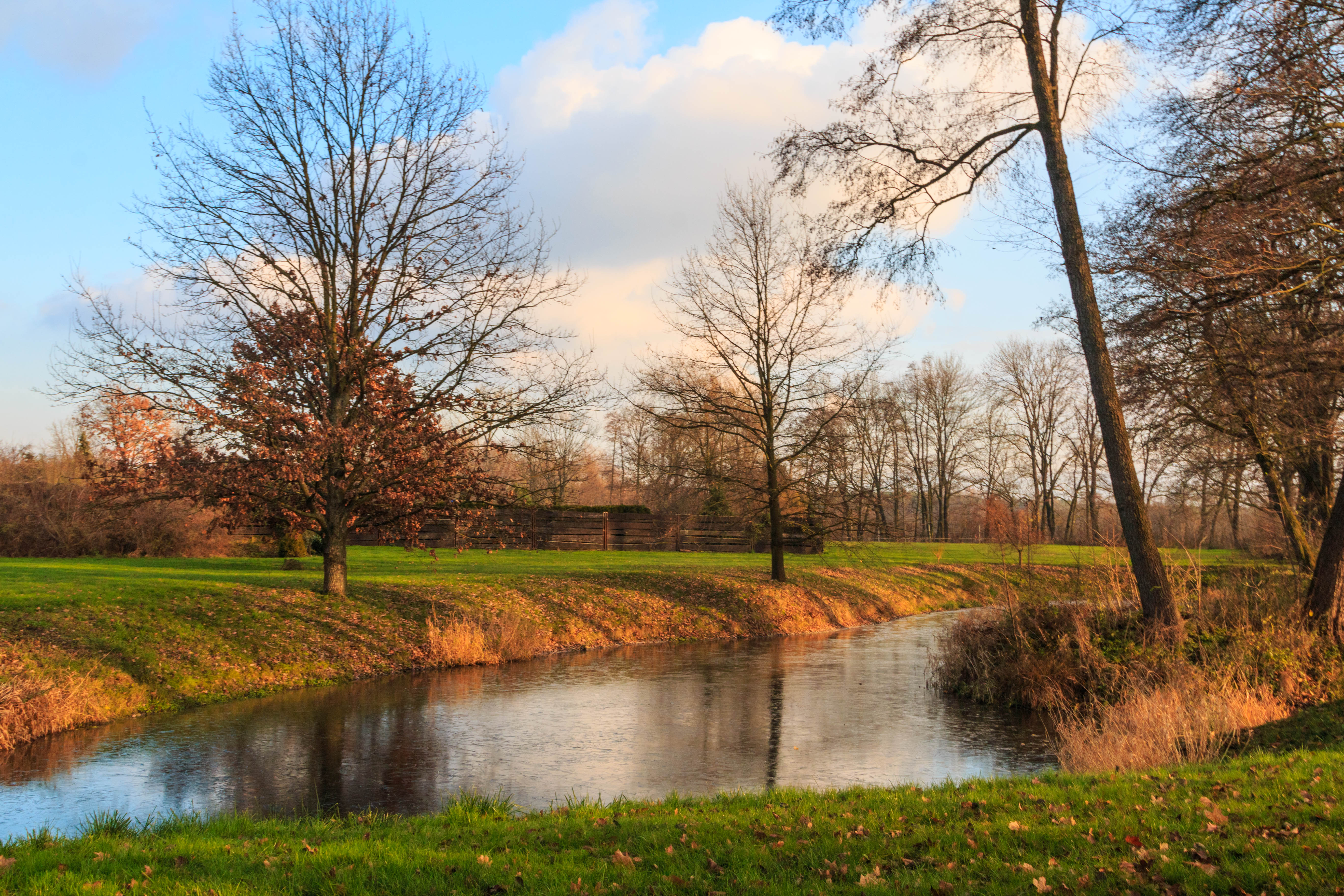
Tůň u Neratova